# Morti il 18 maggio
| Questa pagina contiene informazioni ricavate automaticamente dalle voci biografiche con l'ausilio del template Bio e di un bot. L'aggiornamento è periodico e automatico e ricostruisce completamente la pagina. Se manca una persona in questa lista, sei pregato di non aggiungerla, ma accertati piuttosto che la sua voce biografica contenga il template Bio e che i dati anagrafici siano correttamente compilati. Se il template Bio manca, inseriscilo tu stesso o, in alternativa, metti l'avviso {{tmp\|Bio}} che ne segnala la mancanza. Se i dati riportati sono sbagliati, correggi direttamente la voce biografica; le modifiche saranno visibili in questa lista entro pochi giorni. Per chiarimenti vedi il progetto biografie. La lista contiene solo le 474 persone che sono citate nell'enciclopedia e per le quali è stato implementato correttamente il template Bio. Pagina aggiornata al 9 ago 2025. |

## III secolo(1)
- 250 - Venanzio di Camerino, nobile romano (n. 235)

## VI secolo(1)
- 526 - Papa Giovanni I, papa, vescovo e santo (n. 470)

## IX secolo(1)
- 893 - Stefano I di Costantinopoli, arcivescovo bizantino (n. 867)

## XI secolo(3)
- 1013 - Hisham II ibn al-Hakam, sovrano (n. 965)
- 1026 - Federico II di Lotaringia, conte
- 1090 - Bertoldo I di Svevia, nobile tedesco

## XII secolo(2)
- 1151 - Litifredo, vescovo cattolico italiano
- 1160 - Erik IX di Svezia, re (n. 1120)

## XIII secolo(3)
- 1291 - Guillaume de Beaujeu, francese
- 1291 - Nicola di Hanappes, patriarca cattolico francese
- 1296 - William de Valence, I conte di Pembroke, nobile francese

## XIV secolo(3)
- 1360 - Gerardo di Berg, nobile tedesco
- 1369 - Guglielmo da Tolosa, presbitero francese
- 1395 - Riccardo Caracciolo, nobile italiano

## XV secolo(8)
- 1401 - Ladislao II di Opole, nobile polacco
- 1406 - Baldassarre di Turingia, nobile tedesco (n. 1336)
- 1408 - Giovanni IV d'Asburgo-Laufenburg, nobile tedesco (n. 1355)
- 1410 - Roberto del Palatinato, sovrano tedesco (n. 1352)
- 1443 - Fantino Valaresso, arcivescovo cattolico italiano
- 1481 - Giacomo I Malaspina, nobile italiano
- 1496 - Illuminata Bembo, religiosa italiana
- 1497 - Catherine Woodville, nobile inglese (n. 1458)

## XVI secolo(12)
- 1525 - Pietro Pomponazzi, filosofo e umanista italiano (n. 1462)
- 1548 - Giulio Cibo, politico (n. 1525)
- 1551 - Domenico Beccafumi, pittore e scultore italiano (n. 1486)
- 1551 - Johann von der Recke (n. 1480)
- 1554 - William Thomas, storico britannico (n. 1524)
- 1557 - Giovanni II del Palatinato-Simmern, nobile tedesco (n. 1492)
- 1559 - Tommaso Bernabei detto il Papacello, pittore italiano (n. 1505)
- 1584 - Ikeda Tsuneoki, militare giapponese (n. 1536)
- 1584 - Mori Nagayoshi, militare giapponese (n. 1558)
- 1587 - Felice da Cantalice, religioso e santo italiano (n. 1515)
- 1600 - Nicolaus Olai Bothniensis, arcivescovo luterano svedese
- 1600 - Fulvio Orsini, umanista, storico e archeologo italiano (n. 1529)

## XVII secolo(13)
- 1606 - Giovanni Antonio Facchinetti de Nuce, cardinale italiano (n. 1575)
- 1614 - Lorenzo Cresci, pittore italiano
- 1627 - Barbara di Württemberg, nobile (n. 1593)
- 1632 - Topal Recep Pascià, politico ottomano
- 1633 - Terazawa Hirotaka, militare giapponese (n. 1563)
- 1673 - Samuel Des Marets, teologo francese (n. 1599)
- 1675 - Stanisław Lubieniecki, teologo, astronomo e storico polacco (n. 1623)
- 1675 - Jacques Marquette, gesuita, missionario e esploratore francese (n. 1637)
- 1676 - Bonaventura Belluto, filosofo, teologo e francescano italiano
- 1687 - William Burke, VII conte di Clanricarde, militare irlandese (n. 1637)
- 1692 - Elias Ashmole, collezionista d'arte, storico e alchimista inglese (n. 1617)
- 1693 - Iacopo Altoviti, patriarca cattolico italiano (n. 1604)
- 1697 - Guillaume Dumanoir, compositore e violinista francese (n. 1615)

## XVIII secolo(29)
- 1701 - Niwa Mitsushige, militare giapponese (n. 1622)
- 1701 - Friedrich Spanheim il Giovane, teologo olandese (n. 1632)
- 1721 - Maria Barbara Carillo, spagnola (n. 1625)
- 1724 - Anne Julie de Melun, nobile francese (n. 1698)
- 1727 - Norbert Roëttiers, medaglista francese
- 1733 - Georg Böhm, compositore e organista tedesco (n. 1661)
- 1733 - Edmund Chishull, presbitero, teologo e antiquario inglese (n. 1671)
- 1740 - André Bouys, pittore e incisore francese (n. 1656)
- 1747 - Bernardino Zendrini, ingegnere italiano (n. 1679)
- 1752 - Robert Tournières, pittore francese (n. 1667)
- 1755 - Gioseffo Orsoni, pittore e scenografo italiano (n. 1691)
- 1762 - Lucia Casalini Torelli, pittrice italiana (n. 1677)
- 1762 - Carl'Antonio Tanzi, poeta italiano (n. 1710)
- 1764 - Carlo II Federico di Montmorency-Luxembourg, nobile e generale francese (n. 1702)
- 1765 - Vittorio Federico di Anhalt-Bernburg, principe tedesco (n. 1700)
- 1766 - Giulio Fagnano dei Toschi, matematico italiano (n. 1682)
- 1769 - Marco VII di Alessandria, vescovo cristiano orientale egiziano
- 1773 - Girolamo Lagomarsini, umanista e filologo italiano (n. 1698)
- 1775 - Magnus Beronius, religioso svedese (n. 1692)
- 1781 - Micaela Bastidas, rivoluzionaria peruviana (n. 1744)
- 1781 - Túpac Amaru II, rivoluzionario peruviano (n. 1738)
- 1781 - Tomasa Tito Condemayta, rivoluzionaria peruviana (n. 1729)
- 1783 - Lucrezia Agujari, soprano italiano
- 1789 - Paolo della Silva y Rido, nobile, politico e giurista italiano (n. 1691)
- 1795 - Robert Rogers, militare britannico (n. 1731)
- 1799 - Pierre-Augustin Caron de Beaumarchais, drammaturgo francese (n. 1732)
- 1800 - Aleksandr Vasil'evič Suvorov, principe e generale russo (n. 1729)
- 1800 - Oronzo Tiso, pittore italiano (n. 1729)
- 1800 - Francesco Leopoldo d'Asburgo-Lorena, nobile italiano (n. 1794)

## XIX secolo(58)
- 1802 - Filippo Giuseppe del Liechtenstein, principe austriaco (n. 1762)
- 1807 - Antonio Filippo di Borbone-Orléans, principe francese (n. 1775)
- 1809 - Joseph Leopold Auenbrugger, medico austriaco (n. 1722)
- 1818 - Maddalena Laura Sirmen, compositrice e violinista italiana (n. 1745)
- 1823 - Cristina Elisabetta di Anhalt-Bernburg, nobile (n. 1746)
- 1829 - Maria Giuseppa Amalia di Sassonia, regina (n. 1803)
- 1832 - Bonifazio Asioli, compositore italiano (n. 1769)
- 1832 - José Joaquín Ferrer, astronomo, cartografo e matematico spagnolo (n. 1763)
- 1834 - Pëtr Andreevič Kikin, militare, filantropo e nobile russo (n. 1775)
- 1836 - Carlo Avarna di Gualtieri, politico italiano (n. 1757)
- 1837 - Carlo Maria Cernelli, arcivescovo cattolico italiano (n. 1759)
- 1837 - Marguerite Gérard, pittrice francese (n. 1761)
- 1837 - Hans Christian Lyngbye, botanico danese (n. 1782)
- 1839 - Carolina Bonaparte, principessa francese (n. 1782)
- 1840 - Armand-Louis-Amélie Millet de Villeneuve, militare francese (n. 1772)
- 1842 - Joseph-Jacques Ramée, architetto francese (n. 1764)
- 1845 - Maria Versfelt, olandese (n. 1776)
- 1851 - Friedrich August Ukert, bibliotecario, geografo e umanista tedesco (n. 1780)
- 1852 - Annibale Di Saluzzo, politico e militare italiano (n. 1776)
- 1855 - John Canfield Spencer, politico statunitense (n. 1788)
- 1858 - Carl Wigand Maximilian Jacobi, psichiatra tedesco (n. 1775)
- 1861 - Friedrich August von Ammon, oculista e chirurgo tedesco (n. 1799)
- 1861 - Michail Dmitrievič Gorčakov, generale russo (n. 1793)
- 1863 - Alberto La Marmora, generale, naturalista e cartografo italiano (n. 1789)
- 1868 - Karl Mayet, scacchista tedesco (n. 1810)
- 1868 - Vincenzo Ricci, politico e magistrato italiano (n. 1804)
- 1871 - Eduard Weber, fisiologo e anatomista tedesco (n. 1806)
- 1874 - Gašpar Fejérpataky-Belopotocký, attivista e patriota slovacco (n. 1794)
- 1874 - Luigi Serravalle, militare italiano (n. 1825)
- 1877 - Antonio Arrivabene, politico italiano (n. 1801)
- 1877 - Date Munehiro, scrittore e storico giapponese (n. 1802)
- 1879 - Édouard Spach, botanico francese (n. 1801)
- 1880 - Giuseppe Sante Carrara, patriota italiano (n. 1834)
- 1880 - Louis-Edouard-François-Desiré Pie, cardinale e vescovo cattolico francese (n. 1815)
- 1882 - Demetrio Salazar, patriota e pittore italiano (n. 1822)
- 1884 - Giovanni Battista Delponte, docente, medico e botanico italiano (n. 1812)
- 1884 - Heinrich Göppert, botanico e paleontologo tedesco (n. 1800)
- 1885 - Alphonse-Marie-Adolphe de Neuville, pittore francese (n. 1835)
- 1885 - George Daniel Schenkel, teologo svizzero (n. 1813)
- 1887 - Francisque Michel, filologo francese (n. 1809)
- 1887 - William Smith, politico e avvocato statunitense (n. 1797)
- 1887 - Alfred Vulpian, neurologo e fisiologo francese (n. 1826)
- 1888 - Pietro Aldi, pittore italiano (n. 1852)
- 1888 - George May Phelps, inventore statunitense (n. 1820)
- 1889 - Alfred Józef Potocki, nobile e politico polacco (n. 1817)
- 1889 - Dario Maragliano, psichiatra italiano (n. 1852)
- 1890 - Charles Marie Napoléon de Beaufort d'Hautpoul, militare francese (n. 1804)
- 1891 - Francesco Alario, patriota e politico italiano (n. 1829)
- 1891 - Edward Cavendish, politico inglese (n. 1838)
- 1892 - Alexis Bouvier, romanziere, librettista e paroliere francese (n. 1836)
- 1892 - Jules de Laveaucoupet, generale francese (n. 1806)
- 1894 - Scipione Vannutelli, pittore italiano (n. 1833)
- 1896 - Otto von Camphausen, politico prussiano (n. 1812)
- 1897 - Charles Yorke, V conte di Hardwicke, politico inglese (n. 1836)
- 1899 - Lorenzo Gelati, pittore italiano (n. 1824)
- 1899 - Ludwig Strümpell, filosofo e pedagogista tedesco (n. 1812)
- 1900 - Félix Ravaisson, filosofo e archeologo francese (n. 1813)
- 1900 - Anna Risi, modella italiana (n. 1839)

## XX secolo(211)
- 1905 - Fortunato Mizzi, politico maltese (n. 1844)
- 1907 - Edwin H. Conger, politico e ambasciatore statunitense (n. 1843)
- 1908 - Karl Heilmayer, pittore tedesco (n. 1829)
- 1909 - Isaac Albéniz, compositore e pianista spagnolo (n. 1860)
- 1909 - August Jaeger, editore inglese (n. 1860)
- 1910 - Eliza Orzeszkowa, scrittrice, saggista e editrice polacca (n. 1841)
- 1910 - Pauline Viardot, mezzosoprano, pianista e compositrice francese (n. 1821)
- 1911 - Ion Adam, scrittore romeno (n. 1875)
- 1911 - Gustav Mahler, compositore e direttore d'orchestra austriaco (n. 1860)
- 1912 - Marie von Schleinitz, mecenate tedesca (n. 1842)
- 1912 - Eduard Strasburger, botanico tedesco (n. 1844)
- 1913 - Marcello De Mari, politico italiano (n. 1837)
- 1914 - Edward Russell Ayrton, egittologo e archeologo inglese (n. 1882)
- 1914 - Charles Carter Drury, ammiraglio canadese (n. 1846)
- 1914 - Charles Sprague Pearce, pittore statunitense (n. 1851)
- 1915 - Wendelin Förster, filologo austriaco (n. 1844)
- 1916 - Chen Qimei, politico, attivista e rivoluzionario cinese (n. 1878)
- 1916 - Felice Chiarle, militare italiano (n. 1871)
- 1917 - Agatino Malerba, ufficiale italiano (n. 1893)
- 1917 - Giulio Volpe, militare italiano (n. 1887)
- 1918 - Blandina del Sacro Cuore, religiosa tedesca (n. 1883)
- 1918 - Toivo Kuula, compositore e direttore d'orchestra finlandese (n. 1883)
- 1918 - Louis Leitz, inventore e designer tedesco (n. 1846)
- 1919 - Frederick Cresser, canottiere statunitense (n. 1872)
- 1919 - José Oxilia, tenore uruguaiano (n. 1861)
- 1920 - Margaret Damer Dawson, poliziotta britannica (n. 1873)
- 1920 - Johan Thorne, politico norvegese (n. 1843)
- 1921 - Francesco Buonamici, giurista e politico italiano (n. 1832)
- 1921 - Cirillo Makarios, patriarca cattolico egiziano (n. 1867)
- 1922 - Eugenia Burzio, soprano italiano (n. 1882)
- 1922 - Pietro Fragiacomo, pittore italiano (n. 1856)
- 1922 - Charles Louis Alphonse Laveran, medico francese (n. 1845)
- 1924 - Arturo Finadri, avvocato, notaio e politico italiano (n. 1856)
- 1924 - Corrado Segre, matematico italiano (n. 1863)
- 1924 - Charles Vere Ferrers Townshend, generale britannico (n. 1861)
- 1926 - Tranquillo Bianco, attore italiano (n. 1883)
- 1926 - Bernard Pyne Grenfell, egittologo e papirologo inglese (n. 1869)
- 1926 - Lucien Herr, bibliotecario francese (n. 1864)
- 1926 - Nikolaus Szécsen von Temerin, diplomatico e politico austro-ungarico (n. 1857)
- 1927 - Nikifor Alekseevič Begičev, navigatore e esploratore russo (n. 1874)
- 1927 - Andrew P. Kehoe, assassino statunitense (n. 1872)
- 1928 - William Dudley Haywood, sindacalista statunitense (n. 1869)
- 1928 - Moritz Auffenberg von Komarów, generale e politico austro-ungarico (n. 1852)
- 1929 - Giovanni Auteri Berretta, avvocato e politico italiano (n. 1851)
- 1929 - Charles Depéret, geologo e paleontologo francese (n. 1854)
- 1929 - Patrick Joseph Kennedy, imprenditore e politico statunitense (n. 1858)
- 1930 - Vincenzo Gerace, letterato italiano (n. 1876)
- 1931 - Aleksandr Dmitrievič Šeremetev, musicista russo (n. 1859)
- 1932 - Juan Bautista Gaona, politico paraguaiano (n. 1845)
- 1932 - Émile Grumiaux, arciere francese (n. 1861)
- 1936 - Augusto Guglielmetti, scacchista italiano (n. 1864)
- 1937 - Ernesto Bazzaro, scultore e incisore italiano (n. 1859)
- 1937 - Christine e Léa Papin, criminale francese (n. 1905)
- 1940 - Jean Dagnaux, militare e aviatore francese (n. 1891)
- 1940 - Adolphe Guillaumat, generale francese (n. 1863)
- 1941 - Giuseppe Manente, compositore, direttore d'orchestra e militare italiano (n. 1867)
- 1941 - Oskar Nørland, calciatore danese (n. 1882)
- 1941 - Werner Sombart, economista e sociologo tedesco (n. 1863)
- 1941 - Milka Ternina, soprano croato (n. 1863)
- 1942 - Angelo Dall'Oca Bianca, pittore italiano (n. 1858)
- 1942 - Leonardo Paterna Baldizzi, architetto italiano (n. 1868)
- 1942 - Bice Piacentini, poetessa italiana (n. 1856)
- 1944 - Mieczysław Adamek, militare e aviatore polacco (n. 1918)
- 1944 - Émile Chanoux, notaio e politico italiano (n. 1906)
- 1944 - Carlo Clemente, giavellottista italiano (n. 1903)
- 1944 - Dante Di Nanni, partigiano italiano (n. 1925)
- 1944 - Johann Dick, calciatore austriaco (n. 1883)
- 1944 - Vladimir Aleksandrovič Kislicyn, militare russo (n. 1883)
- 1944 - Malva Schalek, pittrice ceca (n. 1882)
- 1945 - William Joseph Simmons, predicatore statunitense (n. 1880)
- 1945 - Henning von Thadden, militare tedesco (n. 1898)
- 1946 - Jean-Marie-Michel Blois, missionario e arcivescovo cattolico francese (n. 1881)
- 1947 - Edmund Fitzalan-Howard, I visconte FitzAlan di Derwent, politico inglese (n. 1855)
- 1947 - Lucile Gleason, attrice statunitense (n. 1888)
- 1949 - Max Obal, regista, attore e sceneggiatore tedesco (n. 1881)
- 1949 - James Truslow Adams, storico statunitense (n. 1878)
- 1949 - Joseph Valentine, direttore della fotografia statunitense (n. 1900)
- 1951 - Melchiorre Allegra, medico, mafioso e collaboratore di giustizia italiano (n. 1881)
- 1951 - Frank McGlynn Sr., attore statunitense (n. 1866)
- 1951 - Marcel Tournier, arpista, compositore e insegnante francese (n. 1879)
- 1952 - Antonio Franceschini, generale italiano (n. 1889)
- 1952 - Ercole Frigerio, pilota motociclistico italiano (n. 1907)
- 1952 - Orazio Costante Grossoni, scultore italiano (n. 1867)
- 1954 - Fred Waller, inventore statunitense (n. 1886)
- 1955 - Mary McLeod Bethune, educatrice e imprenditrice statunitense (n. 1875)
- 1955 - Ettore Boschi, militare e scrittore italiano (n. 1874)
- 1955 - Brian Harley, compositore di scacchi britannico (n. 1883)
- 1955 - Edwin Scharff, scultore tedesco (n. 1887)
- 1955 - Nino Sganzetta, arbitro di calcio italiano (n. 1888)
- 1956 - Jaroslav Krejčí, avvocato e politico cecoslovacco (n. 1892)
- 1958 - Walter Drumheller, velocista e mezzofondista statunitense (n. 1878)
- 1959 - Apsley Cherry-Garrard, zoologo e esploratore britannico (n. 1886)
- 1960 - Ugo Lupattelli, politico italiano (n. 1877)
- 1960 - Marcello Piacentini, architetto e urbanista italiano (n. 1881)
- 1960 - August Syrjäläinen, calciatore finlandese (n. 1891)
- 1961 - Henry O'Neill, attore statunitense (n. 1891)
- 1961 - Viljo Vesterinen, fisarmonicista e compositore finlandese (n. 1907)
- 1962 - Kurt Kersten, storico, scrittore e giornalista tedesco (n. 1891)
- 1963 - Pasquale d'Elia, sinologo, storico e missionario italiano (n. 1890)
- 1963 - Ernie Davis, giocatore di football americano statunitense (n. 1939)
- 1964 - Matteo Agosta, politico italiano (n. 1922)
- 1964 - Guglielmo Alberti, scrittore, critico letterario e antifascista italiano (n. 1900)
- 1965 - Eli Cohen, agente segreto israeliano (n. 1924)
- 1965 - Paul Finet, politico e sindacalista belga (n. 1897)
- 1966 - Korokī Mahuta, sovrano neozelandese (n. 1906)
- 1967 - Andy Clyde, attore statunitense (n. 1892)
- 1967 - Tobias Hainyeko, rivoluzionario namibiano (n. 1932)
- 1967 - Maurice Norland, mezzofondista francese (n. 1901)
- 1968 - Gustavo Giovannetti, compositore italiano (n. 1880)
- 1969 - Ludwig Berger, regista, sceneggiatore e attore tedesco (n. 1892)
- 1969 - Victor Mallet, diplomatico britannico (n. 1893)
- 1969 - Luigi Petrillo, militare e pentatleta italiano (n. 1903)
- 1970 - Vilmos Engel, calciatore ungherese (n. 1894)
- 1970 - Camillo Ugi, calciatore tedesco (n. 1884)
- 1972 - Sidney Franklin, regista, produttore cinematografico e attore statunitense (n. 1893)
- 1972 - Silvio Polloni, pittore e disegnatore italiano (n. 1888)
- 1972 - Danny Whitten, cantautore e chitarrista statunitense (n. 1943)
- 1973 - Francis Carpenter, attore statunitense (n. 1910)
- 1973 - Alberto Denegri, calciatore e allenatore di calcio peruviano (n. 1906)
- 1973 - Giulio Göhring, imprenditore e politico italiano (n. 1890)
- 1973 - İbrahim Kaypakkaya, politico e rivoluzionario turco (n. 1948)
- 1973 - Chaudhry Khaliquzzaman, politico pakistano (n. 1889)
- 1973 - Jeannette Rankin, politica statunitense (n. 1880)
- 1973 - Avraham Shlonsky, poeta israeliano (n. 1900)
- 1974 - Martín Echegoyen, politico uruguaiano (n. 1891)
- 1974 - Tyree Glenn, trombonista e vibrafonista statunitense (n. 1912)
- 1974 - Manabu Koga, nuotatore giapponese (n. 1935)
- 1974 - Harry Ricardo, ingegnere britannico (n. 1885)
- 1974 - Romolo Verde, ciclista su strada italiano (n. 1895)
- 1975 - Leroy Anderson, compositore statunitense (n. 1908)
- 1975 - Christopher Strachey, informatico inglese (n. 1916)
- 1975 - Aníbal Troilo, musicista argentino (n. 1914)
- 1976 - Lala Aufsberg, fotografa tedesca (n. 1907)
- 1976 - Gunnar Garpö, bobbista svedese (n. 1919)
- 1977 - Alfredo Beni, militare italiano (n. 1931)
- 1978 - Fausto Catani, educatore italiano (n. 1909)
- 1978 - Diana Lante, attrice italiana (n. 1914)
- 1978 - Giuseppe Lippi, mezzofondista italiano (n. 1904)
- 1978 - Anna Salvatore, pittrice, scultrice e scrittrice italiana (n. 1923)
- 1978 - Norman Smith, calciatore e allenatore di calcio inglese (n. 1897)
- 1979 - Volodymyr Ivasjuk, cantautore, compositore e poeta sovietico (n. 1949)
- 1979 - Paul Southwell, politico nevisiano (n. 1913)
- 1980 - Ian Curtis, cantautore britannico (n. 1956)
- 1980 - David Alexander Johnston, vulcanologo statunitense (n. 1949)
- 1980 - Giuseppe Sotgiu, avvocato, giurista e politico italiano (n. 1902)
- 1981 - Eleonore Baur, infermiera tedesca (n. 1885)
- 1981 - Richard Hale, attore e cantante lirico statunitense (n. 1892)
- 1981 - Mario Maserati, pittore italiano (n. 1890)
- 1981 - Arthur O'Connell, attore statunitense (n. 1908)
- 1981 - James Steven Rausch, vescovo cattolico statunitense (n. 1928)
- 1981 - William Saroyan, scrittore e drammaturgo statunitense (n. 1908)
- 1982 - Emilio Bonato, calciatore italiano (n. 1897)
- 1983 - Walter Maurer, lottatore statunitense (n. 1893)
- 1984 - Nasuh Akar, lottatore turco (n. 1925)
- 1985 - Harald Andersson, discobolo svedese (n. 1907)
- 1985 - Hedley Bull, politologo australiano (n. 1932)
- 1985 - Rodolfo Lombardi, direttore della fotografia italiano (n. 1908)
- 1985 - Penn Nouth, politico cambogiano (n. 1906)
- 1985 - Hermann Schridde, cavaliere tedesco (n. 1937)
- 1985 - Franciszek Szymura, pugile e cestista polacco (n. 1912)
- 1985 - Win Wilfong, cestista statunitense (n. 1933)
- 1986 - Yaşar Erkan, lottatore turco (n. 1911)
- 1986 - Giuseppe Lazzati, storico e politico italiano (n. 1909)
- 1986 - José Luiz Santos de Azevedo, cestista brasiliano (n. 1929)
- 1987 - Santo Mazzarino, storico italiano (n. 1916)
- 1987 - Mario Vecchiatto, pugile italiano (n. 1931)
- 1988 - Daws Butler, doppiatore statunitense (n. 1916)
- 1988 - Michiko Tanaka, attrice e cantante giapponese (n. 1913)
- 1988 - Enzo Tortora, conduttore televisivo, autore televisivo e conduttore radiofonico italiano (n. 1928)
- 1989 - Felice Del Beccaro, critico letterario, paroliere e italianista italiano (n. 1909)
- 1989 - Ed McIlvenny, calciatore scozzese (n. 1924)
- 1989 - Winfried Vogt, pilota automobilistico tedesco (n. 1945)
- 1990 - Jill Ireland, attrice e ballerina britannica (n. 1936)
- 1990 - Lorna Johnstone, cavallerizza britannica (n. 1902)
- 1990 - Karl Meyer, biochimico tedesco (n. 1899)
- 1990 - Joseph-Marie Trịnh Văn Căn, cardinale e arcivescovo cattolico vietnamita (n. 1921)
- 1991 - Artūras Andrulis, cestista e calciatore lituano (n. 1918)
- 1991 - Edwina Booth, attrice statunitense (n. 1904)
- 1991 - Muriel Box, sceneggiatrice e regista britannica (n. 1905)
- 1991 - Nicholas Thomas Elko, arcivescovo cattolico statunitense (n. 1909)
- 1991 - Hoàng Văn Hoan, politico vietnamita (n. 1905)
- 1991 - Zdzisław Kostrzewa, calciatore polacco (n. 1955)
- 1991 - Rudolf Nierlich, sciatore alpino austriaco (n. 1966)
- 1992 - Giuliani G. De Negri, produttore cinematografico e sceneggiatore italiano (n. 1924)
- 1992 - Gina Fasoli, storica italiana (n. 1905)
- 1992 - Janusz Kruk, cantante, musicista e compositore polacco (n. 1946)
- 1992 - Mario Nervi, calciatore italiano (n. 1913)
- 1992 - Marshall Thompson, attore statunitense (n. 1925)
- 1993 - Filippo Carpi De Resmini, avvocato e funzionario italiano (n. 1917)
- 1994 - Dante Bighi, pubblicitario italiano (n. 1926)
- 1995 - Ettore Balma Mion, ciclista su strada italiano (n. 1907)
- 1995 - Elisha Cook Jr., attore statunitense (n. 1903)
- 1995 - Peter van de Kamp, astronomo olandese (n. 1901)
- 1995 - Henri Laborit, medico, biologo e filosofo francese (n. 1914)
- 1995 - André-François Marescotti, compositore svizzero (n. 1902)
- 1995 - Enzo Masci, giocatore di baseball italiano (n. 1930)
- 1995 - Elizabeth Montgomery, attrice statunitense (n. 1933)
- 1995 - Åke Nauman, pallanuotista svedese (n. 1908)
- 1995 - Dorothy Poynton-Hill, tuffatrice statunitense (n. 1915)
- 1995 - Sabine Sinjen, attrice tedesca (n. 1942)
- 1996 - Giulio Bollati, editore e italianista italiano (n. 1924)
- 1996 - Mario Braggiotti, pianista e compositore italiano (n. 1905)
- 1996 - Chet Forte, cestista, regista e produttore televisivo statunitense (n. 1935)
- 1997 - Bridgette Andersen, attrice statunitense (n. 1975)
- 1997 - Vicentino Michetti, disegnatore, scultore e imprenditore italiano (n. 1909)
- 1999 - Juan Manuel Couder, tennista spagnolo (n. 1934)
- 1999 - Hank Herring, pugile statunitense (n. 1922)
- 1999 - Augustus Pablo, musicista e produttore discografico giamaicano (n. 1953)
- 1999 - Betty Robinson, velocista statunitense (n. 1911)
- 2000 - Domingos da Guia, calciatore brasiliano (n. 1912)
- 2000 - Bruno Fait, marciatore italiano (n. 1924)

## XXI secolo(129)
- 2001 - Aleksej Petrovič Mares'ev, aviatore e militare sovietico (n. 1916)
- 2001 - Maurice Noble, disegnatore e regista statunitense (n. 1910)
- 2001 - Seán Mac Stíofáin, militare irlandese (n. 1928)
- 2002 - Sergio Andreoli, calciatore e allenatore di calcio italiano (n. 1922)
- 2002 - Egidio Premiani, cestista italiano (n. 1908)
- 2002 - Wolfgang Schneiderhan, violinista austriaco (n. 1915)
- 2002 - Roberto Segoni, architetto e designer italiano (n. 1942)
- 2002 - Davey Boy Smith, wrestler inglese (n. 1962)
- 2002 - Song Hye-rim, attrice nordcoreana (n. 1937)
- 2003 - Alfredo Cattabiani, scrittore, giornalista e traduttore italiano (n. 1937)
- 2004 - Heinrich Isser, slittinista e bobbista austriaco (n. 1928)
- 2004 - Sarah Jackson, artista canadese (n. 1924)
- 2004 - Elvin Jones, batterista statunitense (n. 1927)
- 2004 - Lincoln Kilpatrick, attore statunitense (n. 1931)
- 2004 - Vladyslav Terzyul, alpinista ucraino (n. 1953)
- 2004 - Hyacinthe Thiandoum, cardinale e arcivescovo cattolico senegalese (n. 1921)
- 2005 - Alf Arrowsmith, calciatore inglese (n. 1942)
- 2005 - Christian Kuntner, alpinista italiano (n. 1962)
- 2005 - Vittorio Mayer Pasquale, poeta e partigiano italiano (n. 1927)
- 2005 - Whayne Wilson, calciatore costaricano (n. 1975)
- 2006 - Henri Meert, calciatore belga (n. 1920)
- 2006 - Toots Meretsky, cestista e allenatore di pallacanestro canadese (n. 1912)
- 2006 - Gilbert Sorrentino, poeta e scrittore statunitense (n. 1929)
- 2007 - Alan Bannister, pistard britannico (n. 1922)
- 2007 - Pierre-Gilles de Gennes, fisico francese (n. 1932)
- 2007 - Herbie Lewis, contrabbassista statunitense (n. 1941)
- 2007 - Mika Špiljak, politico jugoslavo (n. 1916)
- 2008 - Pietro Cascella, scultore e pittore italiano (n. 1921)
- 2008 - Irma Córdoba, attrice argentina (n. 1913)
- 2008 - Jonathan James, hacker statunitense (n. 1983)
- 2008 - Joseph Pevney, regista e attore statunitense (n. 1911)
- 2008 - Gianmario Vianello, politico e partigiano italiano (n. 1923)
- 2009 - Wayne Allwine, doppiatore, effettista e disegnatore statunitense (n. 1947)
- 2009 - Dolla, rapper e modello statunitense (n. 1987)
- 2009 - K. Pattabhi Jois, insegnante indiano (n. 1915)
- 2009 - Velupillai Prabhakaran, guerrigliero cingalese (n. 1954)
- 2009 - Türkan Saylan, medico e attivista turca (n. 1935)
- 2010 - Shūsaku Arakawa, artista e architetto giapponese (n. 1936)
- 2010 - Sheila Armstrong, schermitrice statunitense (n. 1949)
- 2010 - Pietro Ghilarducci, giornalista e scrittore italiano (n. 1932)
- 2010 - Edoardo Sanguineti, poeta, scrittore e drammaturgo italiano (n. 1930)
- 2010 - Giorgio Stivanello, calciatore italiano (n. 1932)
- 2011 - Tito Centi, presbitero e filosofo italiano (n. 1915)
- 2011 - Ingeborg Day, scrittrice austriaca (n. 1940)
- 2011 - Marcel De Mulder, ciclista su strada belga (n. 1928)
- 2011 - Guido Guerra, ingegnere italiano (n. 1920)
- 2011 - Umberto Levorato, rugbista a 15 e allenatore di rugby a 15 italiano (n. 1931)
- 2011 - Barbara Nardi, attrice italiana (n. 1917)
- 2011 - Guy Razanamasy, politico malgascio (n. 1928)
- 2011 - Silvia Solar, attrice francese (n. 1940)
- 2012 - Dietrich Fischer-Dieskau, baritono tedesco (n. 1925)
- 2012 - Enzo Mustoni, calciatore italiano (n. 1933)
- 2013 - Aleksej Oktjabrinovič Balabanov, regista e sceneggiatore sovietico (n. 1959)
- 2013 - James Cullen, botanico britannico (n. 1936)
- 2013 - Glenn Doman, fisioterapista statunitense (n. 1919)
- 2013 - Steve Forrest, attore statunitense (n. 1925)
- 2013 - Arthur Malet, attore britannico (n. 1927)
- 2013 - Lothar Schmid, scacchista tedesco (n. 1928)
- 2014 - Massimo Castellina, fisarmonicista e cantante italiano (n. 1970)
- 2014 - Adriano Degano, dirigente pubblico italiano (n. 1920)
- 2014 - Radu Florescu, storico rumeno (n. 1925)
- 2014 - Wubbo Ockels, fisico e astronauta olandese (n. 1946)
- 2014 - Gianfranco Urbani, mafioso italiano (n. 1938)
- 2014 - Jerry Vale, cantante statunitense (n. 1932)
- 2014 - Carlo Varini, direttore della fotografia svizzero (n. 1946)
- 2014 - Gordon Willis, direttore della fotografia statunitense (n. 1931)
- 2014 - Dobrica Ćosić, politico e scrittore jugoslavo (n. 1921)
- 2015 - Raymond Gosling, medico britannico (n. 1926)
- 2015 - Halldór Ásgrímsson, politico islandese (n. 1947)
- 2016 - Karen Cloutier, sciatrice alpina canadese (n. 1957)
- 2016 - Zygmunt Kukla, calciatore polacco (n. 1948)
- 2016 - Fritz Stern, storico tedesco (n. 1926)
- 2017 - Roger Ailes, produttore televisivo e giornalista statunitense (n. 1940)
- 2017 - Stanley Brouwn, artista olandese (n. 1935)
- 2017 - Vadim Aleksandrovič Černobrov, pseudoscienziato e ufologo russo (n. 1965)
- 2017 - Chris Cornell, cantante e musicista statunitense (n. 1964)
- 2017 - Dai Zijin, aviatore cinese (n. 1916)
- 2017 - Anil Madhav Dave, politico indiano (n. 1956)
- 2017 - Volodymyr Dudarenko, allenatore di calcio e calciatore sovietico (n. 1946)
- 2017 - Jacque Fresco, progettista statunitense (n. 1916)
- 2017 - Reema Lagoo, attrice indiana (n. 1958)
- 2017 - José Mesiano, calciatore argentino (n. 1942)
- 2017 - Guglielmo Moretti, giornalista e conduttore radiofonico italiano (n. 1920)
- 2017 - Giulio Orlando, politico italiano (n. 1926)
- 2017 - Daniele Piombi, conduttore televisivo, conduttore radiofonico e autore televisivo italiano (n. 1933)
- 2017 - Eric Stevenson, calciatore scozzese (n. 1942)
- 2018 - Gaetano Anzalone, politico, dirigente sportivo e imprenditore italiano (n. 1930)
- 2018 - Doğan Babacan, arbitro di calcio e calciatore turco (n. 1929)
- 2018 - Darío Castrillón Hoyos, cardinale e arcivescovo cattolico colombiano (n. 1929)
- 2018 - Christopher Jones, vescovo cattolico irlandese (n. 1936)
- 2018 - Tony Wolf, illustratore italiano (n. 1930)
- 2018 - Ayad Futayyih al-Rawi, generale iracheno (n. 1942)
- 2019 - Jean Beaudin, regista, sceneggiatore e montatore canadese (n. 1939)
- 2019 - Manfred Burgsmüller, calciatore tedesco occidentale (n. 1949)
- 2019 - Jürgen Kissner, pistard tedesco (n. 1942)
- 2019 - Gabriella Leto, scrittrice, poetessa e traduttrice italiana (n. 1930)
- 2019 - Amiran Skhiereli, cestista sovietico (n. 1941)
- 2019 - Tomonori Toyofuku, scultore e designer giapponese (n. 1925)
- 2020 - Massimo Berta, calciatore italiano (n. 1949)
- 2020 - Antonio Colomban, calciatore e allenatore di calcio italiano (n. 1932)
- 2020 - Marko Elsner, calciatore jugoslavo (n. 1960)
- 2020 - Darcy Loss Luzzatto, matematico e scrittore brasiliano (n. 1934)
- 2020 - Vincent Malone, vescovo cattolico britannico (n. 1931)
- 2020 - Susan Rothenberg, pittrice e illustratrice statunitense (n. 1945)
- 2021 - Franco Battiato, cantautore, compositore e regista italiano (n. 1945)
- 2021 - Charles Grodin, attore statunitense (n. 1935)
- 2022 - Werner Israel, fisico canadese (n. 1931)
- 2022 - Faouzi Mansouri, calciatore algerino (n. 1956)
- 2022 - Bob Neuwirth, cantautore, chitarrista e produttore discografico statunitense (n. 1939)
- 2022 - Paul Plimley, pianista, vibrafonista e musicista canadese (n. 1963)
- 2023 - Helmut Berger, attore e modello austriaco (n. 1944)
- 2023 - Jim Brown, giocatore di football americano, attore e filantropo statunitense (n. 1936)
- 2023 - Giuseppe Casale, arcivescovo cattolico italiano (n. 1923)
- 2023 - Giorgio Ferrara, regista e direttore artistico italiano (n. 1947)
- 2023 - Harald Jährling, canottiere tedesco (n. 1954)
- 2023 - Alessandra Riccio, ispanista, saggista e traduttrice italiana (n. 1939)
- 2023 - Sam Zell, imprenditore statunitense (n. 1941)
- 2024 - Yvon Bourrel, compositore francese (n. 1932)
- 2024 - Yael Dayan, scrittrice, politica e attivista israeliana (n. 1939)
- 2024 - Frank Ifield, cantante australiano (n. 1937)
- 2024 - Jerrold Northrop Moore, musicologo e saggista statunitense (n. 1934)
- 2024 - Ivan Mráz, calciatore, allenatore di calcio e giornalista cecoslovacco (n. 1941)
- 2024 - Tim Seely, attore britannico (n. 1935)
- 2024 - Mark Wells, hockeista su ghiaccio statunitense (n. 1957)
- 2025 - Bruno Capra, calciatore italiano (n. 1937)
- 2025 - Mario Carbone, regista, direttore della fotografia e fotografo italiano (n. 1924)
- 2025 - Cesare Maria Casati, architetto, designer e giornalista italiano (n. 1936)
- 2025 - Nicola Grauso, imprenditore, editore e politico italiano (n. 1949)
- 2025 - Francesco Romano, attore e regista italiano (n. 1964)